# Giovanni Paolo Savio
Giovanni Paolo Savio (Venezia, 1587 – Venezia, 27 ottobre 1650) è stato un vescovo cattolico italiano.

## Biografia
Nacque a Venezia nel 1587.
Il 5 luglio 1627 fu eletto vescovo di Sebenico. Ricevette la consacrazione episcopale il 25 luglio a Roma, nella chiesa di San Silvestro al Quirinale, per l'imposizione delle mani del cardinale Federico Baldissera Bartolomeo Cornaro.
Il 29 maggio 1628 fu nominato vescovo di Feltre.
Il 15 aprile 1632 consacrò la chiesa dei Santi Rocco e Sebastiano di Feltre.
Il 19 dicembre 1939 fu trasferito alla sede vescovile di Adria.
Il 22 maggio 1644 consacrò la cattedrale di Adria, dopo averne completato il restauro.
Morì a Venezia il 27 ottobre 1650.

## Genealogia episcopale
La genealogia episcopale è:
- Cardinale Scipione Rebiba
- Cardinale Giulio Antonio Santori
- Cardinale Girolamo Bernerio, O.P.
- Arcivescovo Galeazzo Sanvitale
- Cardinale Ludovico Ludovisi
- Cardinale Marco Antonio Gozzadini
- Cardinale Federico Baldissera Bartolomeo Cornaro
- Vescovo Giovanni Paolo Savio